# Basilio Vadillo
Basilio Vadillo (* 14. Juli 1885 in Zapotitlán, Jalisco; † 26. Juli 1935 in Montevideo) war ein mexikanischer Politiker und Botschafter.

## Leben

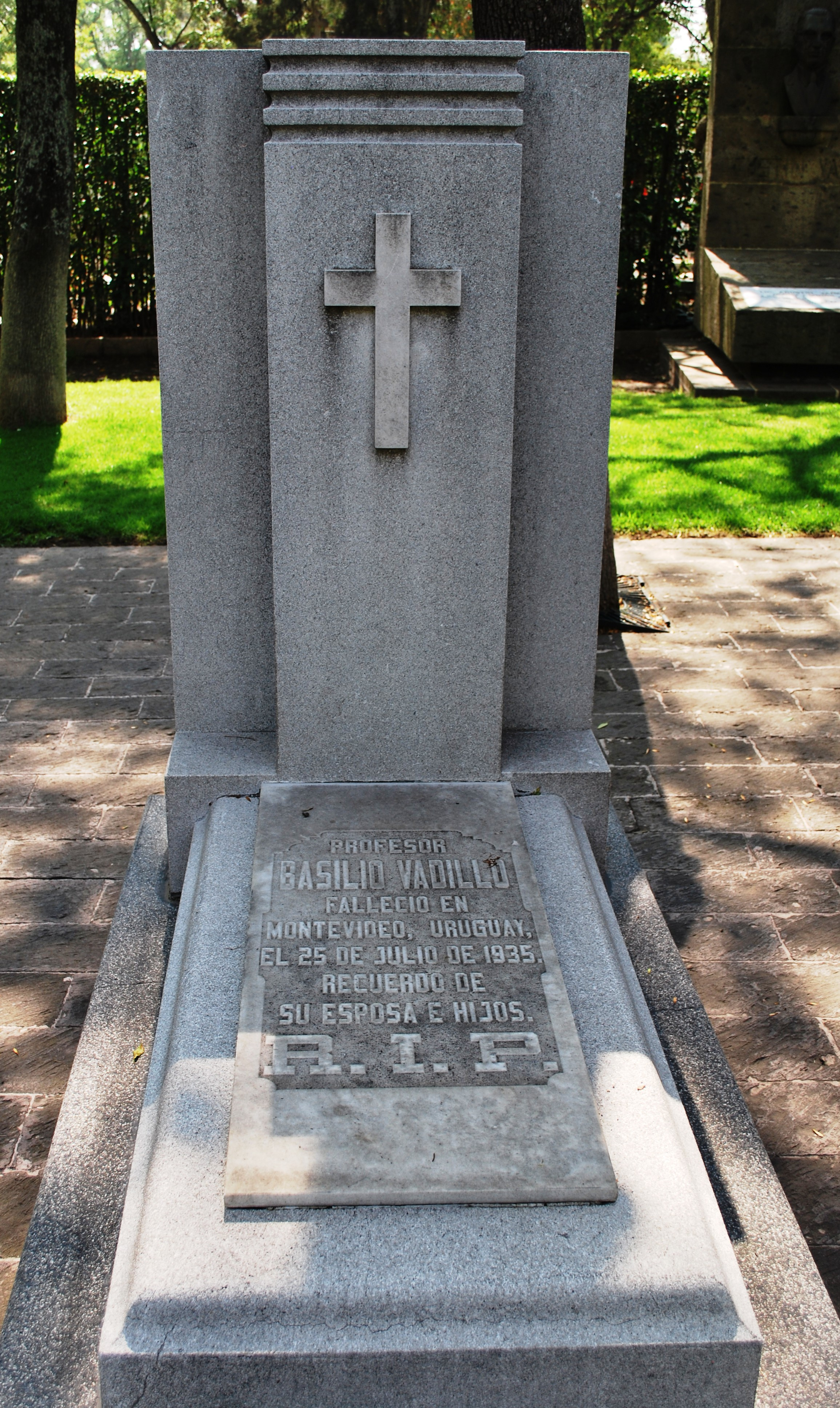
Grab von Basilio Vadillo in der Rotonda de las Personas Ilustres (México)

Basilio Vadillo besuchte die Grundschule in Colima, wo er von 1898 bis 1902 am Priesterseminar studierte. Von 1903 bis 1906 leitete er eine Grundschule in seinem Geburtsort Zapotitlán. 1906 studierte er Lehramt in Colima und leitete eine, nach Ramón R. de la Vega benannte, Schule. Von 1908 bis 1913 studierte er in Mexiko-Stadt Lehramt an der Escuela Nacional de Maestros.
Als Student war er Vertreter auf einem mexikoweiten Studentenkongress anlässlich der Hundertjahrfeier der Unabhängigkeit Mexikos. 1911 nahm er an einem mexikoweiten Pädagogenkongress teil.
Victoriano Huerta hatte Francisco Madero ermorden lassen, dieses Machtstreben wurde von Vadillo und Studienkollegen in Mazatlán als Konterrevolution eingeschätzt; es entwickelte sich eine Bewegung zum Sturz der Regierung Huerta. Am 13. Dezember 1915 gehörte Vadillo zu den Gründern der Casa del Obrero Mundial in Colima. Von 1915 bis 1917 verlegte er in Colima El Baluarte, die in Opposition zur Regierung Huerta stand. Er wurde von Álvaro Obregón mit der Öffentlichkeitsarbeit betraut und war Herausgeber von El Monitor Republicano, Parteiorgan der Parteigänger von Álvaro Obregón.
Von 1918 bis 1920 saß er im Kongress der Union Mexiko.
Obregon ernannte Vadillo am 1. Januar 1924 zum Botschafter in Oslo und Kopenhagen.
In Kopenhagen war er vom 12. Januar bis 22. September 1924 akkreditiert, als am 2. August 1924 der Oberste Sowjet der Sowjetunion mit der Regierung von Álvaro Obregón diplomatische Beziehungen aufnahm, woraufhin Vadillo am 1. November 1924 zum Ministre plénipotentiaire in Moskau ernannt und am 19. November 1924 akkreditiert wurde. Am 8. Mai 1928 reiste er aus Moskau ab und war vom 16. Dezember 1928 bis 1. Juli 1929 in Oslo akkreditiert.
1929 gründete er mit Plutarco Elías Calles, Manlio Fabio Altamirano Flores, Aarón Sáenz, Luis L. León, Manuel Pérez Treviño, Bartolomé García Correa und David Orozco 
die Partido Nacional Revolucionario, die heute als Partido Revolucionario Institucional firmiert.
Vom 10. Februar bis 22. April 1930 war er Vorsitzender der Partido Nacional Revolucionario. Als solcher gründete er in Mexiko-Stadt die Zeitschrift El Nacional. 
Am 1. Januar 1932 wurde er zum Botschafter in Montevideo ernannt und am 26. Februar 1932 akkreditiert.
| Vorgänger                              | Amt | Nachfolger                          |
| -------------------------------------- | --- | ----------------------------------- |
| Ignacio Ramos Praslow                  | Gouverneur von Jalisco 1921 bis 1922                                                                                             | Antonio Valadez Ramírez             |
| Salvador Martínez Mercado              | Mexikanischer Botschafter in Kopenhagen Dänemark am 1. Juni 1922 ernannt Vom 12. Januar bis 22. September 1924 akkreditiert.     | José Vázquez Schiaffino             |
| Juan Sánchez-Azcona y Díaz Covarrubias | Mexikanischer Botschafter in Moskau am 1. November 1924 ernannt vom 19. November 1924 bis 8. Mai 1928 akkreditiert               | Macedonio Garza als Geschäftsträger |
| José Vázquez Schiaffino                | Mexikanischer Botschafter in Oslo Norwegen 16. Dezember 1928 bis 1. Juli 1929                                                    | Romeo Ortega Castillo de Lerín      |
| Manuel Pérez Treviño                   | Präsident der PRI 10. Februar bis 22. April 1930                                                                                 | Emilio Portes Gil                   |
| Juan Francisco Urquidi                 | Mexikanischer Botschafter in Montevideo am 1. Januar 1932 ernannt vom 26. Februar 1932 bis zum Tod am 26. Juli 1935 akkreditiert | Mario Gabucio als Geschäftsträger   |